# Festivals of Atonement
Festivals of Atonement är en EP av amerikanska technical death metal bandet Nile, utgiven den 1995. Den har återutgivits tillsammans Ramses Bringer of War 1999, då under namnet In the Beginning.

## Låtlista
1. "Divine Intent" – 6:27
2. "The Black Hand of Set" – 2:20
3. "Wrought" – 08:44
4. "Immortality Through Art/Godless" – 5:16
5. "Extinct" – 9:40

## Banduppsättning
- Karl Sanders – sång, gitarr
- Chief Spires – bas
- Pete Hammoura – trummor